# Carlos Pécker
Carlos Pecker Pérez de Lama (Madrid, 10 de octubre de 1960) es un periodista, realizador, editor, iluminador, camarógrafo, técnico de sonido, profesor universitario y escritor español. De familia vinculada al periodismo y a los medios de comunicación, su padre fue el locutor José Luis Pecker y su tía abuela la escritora Luisa Alberca. Su tía materna es la locutora Carmen Pérez de Lama y su hermana es la presentadora y locutora Beatriz Pécker.

## Trayectoria
Es el quinto de los ocho hijos del matrimonio formado por José Luis Pécker Alberca y Matilde Pérez de Lama Presmanes.
Está casado desde 1996 con la también periodista Rocío Gayarre López de Tejada, con la que tiene cinco hijos: Carlos, Teresa. María, Salvador y Matilde.
Estudió en el madrileño Colegio Chamberí y posteriormente se licenció en Ciencias de la Información por la Facultad de Ciencias de la Información (Universidad Complutense de Madrid), perteneció a la primera promoción del Instituto Oficial de Radio y Televisión (IORTV).
Inició su carrera profesional en el cine a los 17 años, de la mano del director cinematográfico José María Forqué, trabajo que compaginaba con el de auxiliar de realización de RTVE en programas como Estudio 1, el Festival Internacional de la Canción de Benidorm o La clave.
En 1982 ganó unas oposiciones en la Agencia EFE y participó en la fundación de su Departamento de Televisión, donde ejerció como realizador, redactor, camarógrafo, iluminador, editor y técnico de sonido, realizando documentales, reportajes, tertulias, videoclips, eventos deportivos, programas educativos, musicales... tanto desde estudio como en unidad móvil, hasta 2003.
Durante esos años compaginó su labor en la Agencia EFE con la de productor y cámara, como en 1981 que estuvo en Amán cubriendo la Guerra del Golfo. Entre los años 1993 y 2000 coordinó, grabó y realizó los documentales de las competiciones deportivas de coches 4x4 Camel Trophy que dirigía Miguel de la Quadra-Salcedo, que se emitían en La 2 de TVE. Posteriormente, trabajó en la Expedición Transandina 99 AXN en Venezuela ascendiendo a los picos Humboldt (4.940 m) y Bolívar (4.978 m). Su labor de realizador y camarógrafo le llevó también en el año 2000 a trabajar durante dos años como corresponsal de TV Azteca en Madrid, realizando reportajes como el de la hambruna en Etiopía. También trabajó para EMI Music y Seasons de Canal+ 2, realizando reportajes sobre la caza en Zimbabue.
Fue el encargado de emitir en directo el lanzamiento de los satélites de comunicaciones españoles Hispasat 1C y 1D para Telefónica Media y transmitió para SuperCable las procesiones de Semana Santa de Sevilla desde su unidad móvil, entre otras muchas emisiones en directo, de lo que es especialista. También fue realizador, editor y camarógrafo en los documentales de Aventura 92, Ruta Quetzal y Ruta BBVA, emitidos en RTVE, y siempre a las órdenes de Miguel de la Quadra-Salcedo, su gran maestro.
Entre los años 1999 y 2001 trabaja en Telenoticias de Telemadrid como redactor corresponsal de Getafe y El Escorial y desde el año 2002 hasta 2014 trabajó como jefe de realización para los canales españoles Intereconomía Televisión y Business TV junto a profesionales como Antonio Jiménez, Juan Manuel de Prada, Alfonso Arteseros, Pilar García de la Granja, Javier Algarra, Federico de Juan o José Javier Esparza, supervisando la labor de más de cien profesionales. Su labor consistía en el diseño y planificación de programas como El gato al agua, Punto pelota, Dando caña, España en la memoria, Lágrimas en la lluvia, La redacción abierta y otros. También fue protagonista de la sección de cine El minuto de Pécker para Con otro enfoque, así como director y creador de Doce hombres sin vergüenza y Doce mujeres sin piedad. 
En 2003 fue redactor jefe de la revista Conductor Novel y fue columnista desde 2010 hasta 2014 para La Gaceta y para la revista Época, especializándose en reportajes de aventura. También escribió para Luxonomist y desde 2013 hasta la actualidad escribe sobre cine y medios de comunicación para Periodista Digital, dirigido por Alfonso Rojo.
En 2014 rodó la película Perdidos en el Nevado Quehuisha, basada en la experiencia real que le llevó a un grupo de expedicionarios al ascenso y descenso de la Quebrada Apacheta en los Andes peruanos, donde nace el río Amazonas, que probablemente sea la ruta más arriesgada realizada por los expedicionarios de la Ruta Quetzal-Aventura 92 a lo largo de su historia; experiencia sobre la que escribió un libro relatando la experiencia. Por el programa Ruta Quetzal, Pecker fue nominado como Mejor Realizador y como Mejor Reportero a los Premios Iris 2014 de la Academia de Televisión y de las Ciencias y Artes del Audiovisual de España.
En Atresmedia fue realizador  ─desde su inicio en 2014 y durante cinco años─ del programa El chiringuito de Jugones dirigido por Josep Pedrerol, por el que Pécker fue nominado como Mejor Realizador a los Premios Iris de la Academia de Televisión y de las Ciencias y Artes del Audiovisual de España. 
En 2019 creó los programas de aventuras Ruta 92 y La ruta de los 18 héroes que dieron la primera vuelta al mundo en la que caminó 2.200 km para recordar la vuelta al mundo de Elcano. También trabajó como reportero en las aventuras de Rumbo al sur en África, con Telmo Aldaz de la Quadra-Salcedo y como responsable del programa académico en la Ruta Inti, con Fernando Enríquez.
Más tarde, fundó el departamento de televisión del periódico digital Vozpópuli, con Jesús Cacho y Álvaro Nieto. También trabajó como jefe de realización en el canal 7NN, diseñando la realización de todos los programas de la cadena con Luis Losada, Fernando Paz, Gonzalo Altozano, María Vico, María Durán o Juanma Pérez-Noya.
Actualmente es subdirector y responsable del Área de Comunicación y Redes Sociales del Proyecto Vuelta al Mundo (VaM), programa creado junto a Jesús Luna Torres en 2021 inspirado en el crucero universitario por el Mediterráneo de 1933.
En 2023 fichó para Periodista Digital como director del Departamento Audiovisual.

## Experiencia docente
Como profesor impartió clases en el taller de vídeo y televisión que creó para el programa Aventura 92, Rumbo al Amazonas. Ha impartido clases para el Instituto de la Mujer de Málaga; en el Máster de periodismo de la Agencia EFE TV; la Universidad CEU San Pablo; en la Facultad de Humanidades, Periodismo y Comunicación Audiovisual; en la Universidad Francisco de Vitoria; en la Facultad de Periodismo y Comunicación integral; en el INEF, Centro Universitario EUSA y como conferenciante en la Universidad Complutense de Madrid, entre otros.

## Homenajes organizados
- En 2013 organizó junto a Arturo Gómez Quijano un homenaje a Antonio Herrero en la Universidad Complutense de Madrid en el 15.⁰ aniversario de su muerte, con la intervención de José María García, Manuel Martín Ferrand, José Apezarena, Rubén Amón, Amando de Miguel, Pilar Vicente, Cristina Pécker y otros compañeros y colaboradores del periodista durante su carrera profesional.[37][38]
- En 2016 organizó un homenaje a Miguel de la Quadra-Salcedo en la Facultad de Ciencias de la Información (Universidad Complutense de Madrid) con la intervención de su mujer Marisol Asumendi y su hijo Rodrigo de la Quadra-Salcedo, los periodistas Sara Lozano, Jon Ariztimuño, Jota Abril, Jesús Garrido y Arturo Gómez Quijano en el que se ofrecieron los testimonios ruteros junto al explorador: Vicente Gómez Encinas, Jesús Luna y expedicionarios como Érick Mirabal, Javier Armentia y Rocío Gayarre, entre otros.[39][40]

- En 2022 organizó un homenaje al locutor José Luis Pécker en la Facultad de Ciencias de la Información (Universidad Complutense de Madrid), con la asistencia de Luis del Olmo, Mari Carmen Pécker, Carmen Pérez de Lama, Alicia López Budia, Miguel Ángel Nieto, Fernando García de la Vega, Cristina Pécker, Ana Pécker y David Pécker.[3]

## Distinciones, premios y nominaciones
- Académico de la Academia de las Ciencias y las Artes de Televisión.
- Premio Carabela de Plata de Periodista Latino 2010, entregado por Miguel de la Quadra-Salcedo.
- En 2014 recibió tres nominaciones[20] a los Premios Iris (Academia de Televisión y de las Ciencias y Artes del Audiovisual de España):
  - como Mejor Realizador por Ruta Quetzal, BBVA 2013 (La 2 de TVE).
  - como Mejor Realizador por Punto pelota (Intereconomía).
  - como Mejor Reportero por Ruta Quetzal, BBVA 2013 (La 2 de TVE).
- Nominado a los Premios Iris como Mejor Realizador por El chiringuito de Jugones.

## Publicaciones
- El Coronel Puleio, los Caminos Reales de Panamá y los Indígenas Emberá (Ed. Independently published, 2025), pp 330
- Vuelta al mundo (Ed. Independently published, 2024), pp 249.
- José Luis Pécker: Una vida dedicada a la radio junto a su sobrino Andrés Pécker (Ed. Independently published, 2023), pp 168.
- Tanzania, El viaje de tu vida  escrito junto a su hija Matilde Pécker (Ed. Ed. Independently published, 2022), pp 311.
- Magallanes y Elcano: Primus circumdedisti me (Ed. Ed. Independently published, 2022), pp 214.
- Cómo montar un estudio de televisión low cost  (Ed. Amazon, 2021), pp 168.
- De la Guerra civil al coronavirus: Doña Elena, una madre con 6 hijos y 2...  (Ed. Ed. Independently published, 2021), pp 87.
- La Ruta de los 18 héroes que dieron la primera vuelta al mundo  (Ed. Ed. Independently published, 2020), pp 793.
- En lo más profundo del Mundo Maya: Guatemala, Belice, México, Honduras y El Salvador (Ed. Ed. Independently published, 2019), pp 67.
- Rumbo a Uganda. En busca de Raá  (Ed. Fragua, 2018), pp 156.
- Los secretos de El chiringuito  (Biblioteca de Ciencias de la Comunicación) (Ed. Fragua, 2017), pp 136.
- 30 años de aventuras con Miguel de la Quadra-Salcedo (Biblioteca de Ciencias de la Comunicación) (Ed. Fragua, 2016), pp 338.
- Perdidos en el Nevado Quehuisha: Zacarías se volvió loco con la colaboración de Miguel de la Quadra-Salcedo (Ed. Fragua, 2014), pp 118.
- Diccionario Técnico de la Comunicación Audiovisual[9] (Biblioteca de Ciencias de la Comunicación) (Ed. Fragua, 2012), pp 136.